# Lasioglossum macrops
Lasioglossum macrops är en biart som först beskrevs av Cockerell 1916.  Lasioglossum macrops ingår i släktet smalbin, och familjen vägbin. Inga underarter finns listade i Catalogue of Life.

## Bildgalleri

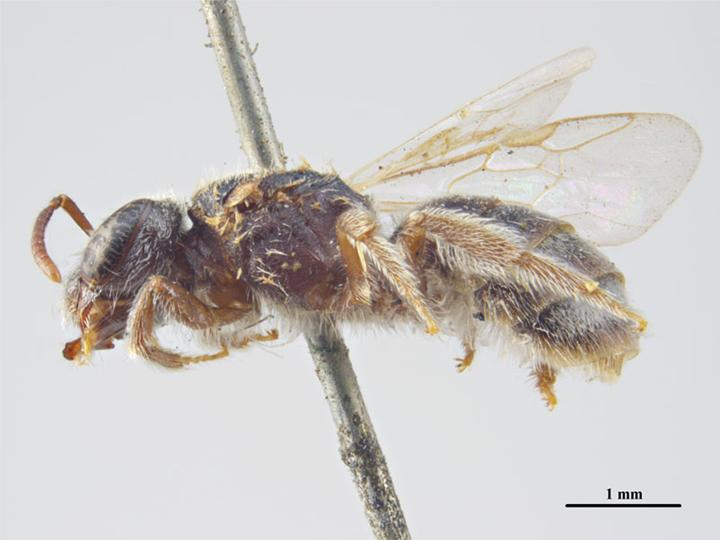